# Escola franciscana de París

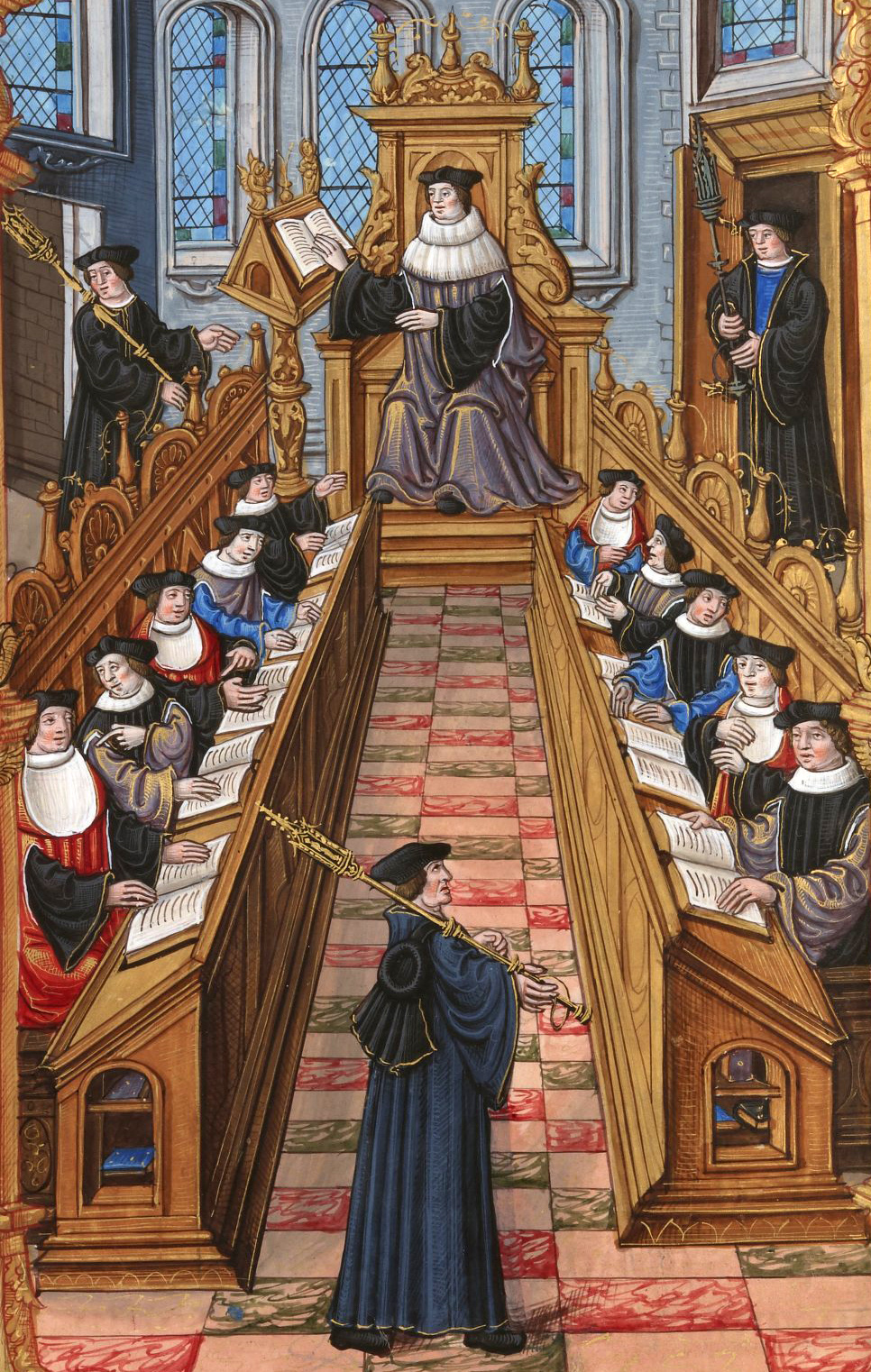
Reunió de doctors a la Universitat de París.

L'escola franciscana de París fou un grup de teòlegs i filòsofs franciscans que, des de llur càrrec com a mestres en la Universitat de París durant el segle xiii, exerciren una influència notable en el pensament cristià, sobretot des de llur oposició al tomisme i llur acceptació de les opinions de Sant Bonaventura, que parteix dels escrits d'Agustí d'Hipona.
Entre els membres d'aquesta escola destaquen Guillem de la Mare, Mateu d'Acquasparta, que després fou escollit cardenal, Guillem de Melton i el propi Bonaventura de Bagnoregio.

## Inicis
Abans dels deu anys de la seva arribada a Saint-Denis (1219), els franciscans rivalitzaven amb els dominics en influència a la Universitat de París. Els dominics s'havien instal·lat de primera intenció a ple centre de la ciutat (1218). Saint-Denis, al contrari, es trobava lluny de les escoles. Els franciscans, però, anaven freqüentment a París a visitar els pobres, malalts i empresonats.
A més a més, la fira de Lendit se celebrava cada any a l'ombra de la vella abadia benedictina. Els estudiants feien allà llurs compres de pergamí, i trobaven així ocasió d'entrar en contacte més íntim amb els fills de Sant Francesc. Llur vida i l'eloqüència de Gregori de Nàpols, Ministre Provincial, exercien sobre mestres i deixebles una atracció poderosa, que es feu patent (1225) en la presa d'hàbit de quatre doctors, essent el més conegut d'ells Haimó de Faversham. Haimó, que fins a la seva mort (1244) representà tan important paper en l'Orde, fou poc després, amb Simó de Sandwyz, en afegir-se als frares que s'havien ja multiplicat a Anglaterra. Els altres dos doctors quedaren probablement a Saint-Denis.

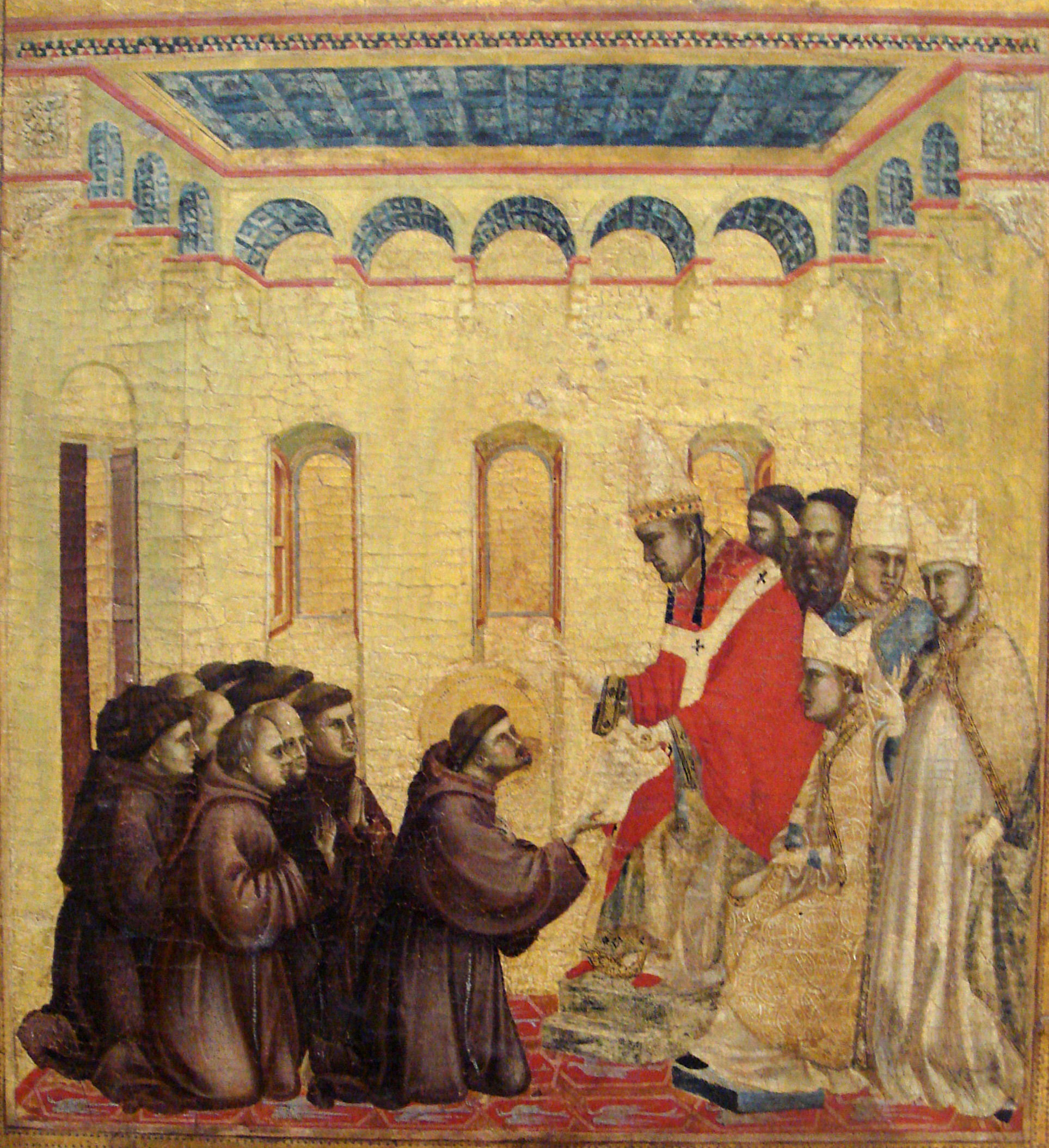
Sant Francesc d'Assís lliura al Papa la Regla dels franciscans per Giotto di Bondone

En tot cas, no hi hagué allà una vertadera escola de teologia constituïda i incorporada a la Universitat i, per tant, pública, fins al 1231, quan un dels mestres regents més afamats, Alexandre d'Halès, vestí l'hàbit franciscà.
En aquella època, i poderosament protegits per Guillem d'Auvèrnia i per Gregori IX, vingueren els Menors a instal·lar-se en terres de l'Abadia de Saint-Germain-des-Prés, molt a prop del barri universitari. Alexnadre d'Halès organitzà aquesta escola, que el seu renom col·locà en primer pla de la Universitat, fent del convent dels Cordeliers de París el centre intel·lectual més important de tot l'Orde. El succeí Joan de la Rochelle, deixeble del propi Alexandre.

## Esplendor
Durant la primera meitat del segle xiii, Eudó Rigaud, més endavant Arquebisbe de Rouen, Guillem de Melton i finalment Sant Bonaventura ostentaren la càtedra de què els franciscans eren titulars a la Universitat de París.
Cada província de l'Orde podia enviar gratuïtament al studium generale de París dos estudiants, amb l'única cura de proveir-los dels llibres necessaris. Aquests joves religiosos havien de tenir tals qualitats físiques, intel·lectuals i morals que donessin fundades esperances d'èxit; per això abans de passar a París havien d'haver estat dos o tres anys al studium particular de llur pròpia província, o en el d'alguna província propera. Hi havia també al Gran Convent estudiants de favor, studentes de gratia, el sosteniment personal dels quals s'asseguraven ells mateixos o bé llur convent.

## Llegat
D'aquests tres grans focus científics o studia generalia: Bolonya, París i Oxford, el zel per l'estudi s'estengué després del 1240 a totes les províncies franciscanes. El col·legi del Gran Convent de París, com el d'Oxford, podia conferir graus universitaris a qui haguessin seguit el cicle complet d'estudis i passat les proves reglamentàries.
Aquests tornaven a llurs províncies amb el títol de lectors que els capacitava per ensenyar a les escoles de cada província, anomenades studia particularia. Els altres convents eren proveïts de lectors pels provincials. Els studia particularia es multiplicaren ràpidament. No hi havia, per dir-ho així, cap convent de certa importància que no en tingués.